# XLI Festival del Huaso de Olmué
El XLI Festival del Huaso de Olmué se realizó los días 22, 23 y 24 de enero de 2010 en el Parque El Patagual, ubicado en Olmué, Chile.
Fue transmitido por Chilevisión y en esta ocasión no contó con una competencia folclórica de temas inéditos, sino que en el marco del Bicentenario de Chile mediante votación popular se escogió al mejor compositor de todos los tiempos, resultando ganador Víctor Jara, a través de las interpretaciones de la agrupación Hermanos Coulon, Pascuala Ilabaca y la Tripulación.

## Artistas

### Musicales[3]
- Zalo Reyes
- Soledad
- Ráfaga
- Natalino
- Quilapayún
- Los Trukeros
- La Sonora de Tommy Rey
- Camila Moreno
- Manuel García
- Nano Stern
- Los Bunkers
- Joaquín Sabina

### Humor
- Rupertina
- Dino Gordillo

## Desarrollo y programación

### Día 01 - viernes 22 de enero
| N.º | Nombre                                                               | Género/Tipo                                                          |
| --- | -------------------------------------------------------------------- | -------------------------------------------------------------------- |
| O   | Obertura (Orfeón de Carabineros)                                     | Obertura (Orfeón de Carabineros)                                     |
| 1   | Competencia/Homenaje al Mejor Compositor del Bicentenario (1° ronda) | Competencia/Homenaje al Mejor Compositor del Bicentenario (1° ronda) |
| 2   | Soledad                                                              | Cantante                                                             |
| 3   | Los Paleteados del Puerto Los Chacareros de Paine Los Huasos Hidalgo | Presentación de cuecas                                               |
| 4   | Rupertina                                                            | Humorista                                                            |
| 5   | Zalo Reyes                                                           | Cantante                                                             |
| 6   | Ráfaga                                                               | Banda de música tropical                                             |

### Día 02 - sábado 23 de enero
| N.º | Nombre                                                               | Género/Tipo                                                          |
| --- | -------------------------------------------------------------------- | -------------------------------------------------------------------- |
| 1   | Natalino                                                             | Grupo musical                                                        |
| 2   | Competencia/Homenaje al Mejor Compositor del Bicentenario (2° ronda) | Competencia/Homenaje al Mejor Compositor del Bicentenario (2° ronda) |
| 3   | Los Trukeros                                                         | Grupo musical folclórico                                             |
| 4   | Camila Moreno Manuel García Nano Stern                               | Cantautores                                                          |
| 5   | Quilapayún                                                           | Agrupación folclórica                                                |
| 6   | La Sonora de Tommy Rey                                               | Grupo musical tropical                                               |

### Día 03 - domingo 24 de enero
| N.º | Nombre                                                                 | Género/Tipo                                                            |
| --- | ---------------------------------------------------------------------- | ---------------------------------------------------------------------- |
| 1   | Joaquín Sabina                                                         | Cantautor                                                              |
| 2   | Competencia/Homenaje al Mejor Compositor del Bicentenario (Finalistas) | Competencia/Homenaje al Mejor Compositor del Bicentenario (Finalistas) |
| 3   | Dino Gordillo                                                          | Humorista                                                              |
| 4   | Campeones nacionales de cueca                                          | Campeones nacionales de cueca                                          |
| 5   | Los Bunkers                                                            | Grupo musical                                                          |

## Competencia/Homenaje al Mejor Compositor del Bicentenario
| Compositor homenajeado     | Intérprete(s)                                      | Lugar      |
| -------------------------- | -------------------------------------------------- | ---------- |
| Víctor Jara                | Hermanos Coulon, Pascuala Ilabaca y la Tripulación | Ganador    |
| Violeta Parra              | Ángel Parra                                        | Finalistas |
| Francisco Flores del Campo | Los Huasos Quincheros                              | Finalistas |
| Jaime Atria                | Gloria Simonetti                                   | Eliminado  |
| Clara Solovera             | José Véliz, Arpegios de Chile y Alexis Venegas     | Eliminado  |
| Luis Bahamonde             | Huasos de Algarrobal                               | Eliminado  |
| Rolando Alarcón            | Las Cuatro Brujas                                  | Eliminado  |
| Nicanor Molinare           | Estudiantina de la Chimba                          | Eliminado  |

## Audiencia
Noche más vista.
     Noche menos vista.
| Noche | Día     | Fecha               | Índice de audiencia |
| ----- | ------- | ------------------- | ------------------- |
| 1     | Viernes | 22 de enero de 2010 | 15,8                |
| 2     | Sábado  | 23 de enero de 2010 | 11,3                |
| 3     | Domingo | 24 de enero de 2010 | 16,4                |